# Bob Jones Award
Le Bob Jones Award est le plus grand honneur accordé par la United States Golf Association en reconnaissance de son esprit sportif distingué dans le domaine du golf professionnel. Il fut nommé en hommage au golfeur légendaire Bobby Jones, Jr.

## Récipiendaires
- 1955  :  Francis Ouimet
- 1956  :  William C. Campbell
- 1957  :  Babe Zaharias
- 1958  :  Margaret Curtis
- 1959  :  Findlay S. Douglas
- 1960  :  Chick Evans
- 1961  :  Joseph B. Carr
- 1962  :  Horton Smith
- 1963  :  Patty Berg
- 1964  :  Charles Coe
- 1965  :  Glenna Collett Vare
- 1966  :  Gary Player
- 1967  :  Richard S. Tufts
- 1968  :  Robert B. Dickson
- 1969  :  Gerald H. Micklem
- 1970  :  Roberto De Vicenzo
- 1971  :  Arnold Palmer
- 1972  :  Michael Bonallack
- 1973  :  Gene Littler
- 1974  :  Byron Nelson
- 1975  :  Jack Nicklaus
- 1976  :  Ben Hogan
- 1977  :  Joseph C. Dey, Jr.
- 1978  :  Bing Crosby et Bob Hope
- 1979  :  Tom Kite
- 1980  :  Charles Yates
- 1981  :  JoAnne Carner
- 1982  :  William J. Patton
- 1983  :  Maureen Ruttle Garrett
- 1984  :  Jay Sigel
- 1985  :  Fuzzy Zoeller
- 1986  :  Jess Sweetser
- 1987  :  Tom Watson
- 1988  :  Isaac B. Grainger
- 1989  :  Chi Chi Rodriguez
- 1990  :  Peggy Kirk Bell
- 1991  :  Ben Crenshaw
- 1992  :  Gene Sarazen
- 1993  :  P. J. Boatwright, Jr.
- 1994  :  Lewis Oehmig
- 1995  :  Herbert Warren Wind
- 1996  :  Betsy Rawls
- 1997  :  Fred Brand, Jr.
- 1998  :  Nancy Lopez
- 1999  :  Edgar Updegraff
- 2000  :  Barbara McIntire
- 2001  :  Thomas Cousins
- 2002  :  Judy Rankin
- 2003  :  Carol Semple Thompson
- 2004  :  Jack Burke Jr.
- 2005  :  Nick Price
- 2006  :  Jay Haas
- 2007  :  Louise Suggs
- 2008  :  George H. W. Bush
- 2009  :  O. Gordon Brewer, Jr.
- 2010  :  Mickey Wright
- 2011  :  Lorena Ochoa
- 2012  :  Annika Sörenstam
- 2013  :  Davis Love III
- 2014  :  Payne Stewart
- 2015   :  Barbara Nicklaus
- 2016   :  Judy Bell[1]
- 2017   :  Bob Ford[2]